# 白三烯C4
白三烯C4 (英語：Leukotriene C4)是一种白三烯，是白三烯A4在谷胱甘肽S-转移酶或白三烯C4合酶的作用下与谷胱甘肽分子缩合而成。

类二十烷酸的合成（右侧为白三烯）